# Jan Hendrik Diesfeldt

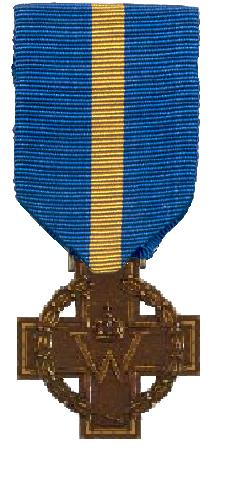
Kruis van Verdienste 1941

Jan Hendrik Diesfeldt (Den Haag, 29 november 1918 – Vught, 8 september 1944) was een Nederlandse verzetsstrijder tijdens de Tweede Wereldoorlog. Hij werd in de nacht  van 5 op 6 november 1943 samen met de agent Marinus Verhage (1994) in de omgeving van Grave, boven Noord-Brabant geparachuteerd. In Londen werd hij opgeleid tot agent bij het Bureau Inlichtingen (BI). Het BI werkte nauw samen met de Engelse Secret Intelligence Service (SIS). Jan Diesveldt werkte in de functie van radiotelegrafist/codist voor het BI en hij maakte deel uit van de Zendgroep Barbara. 

## Terug naar Nederland
In de nacht van 5 op 6 november 1943 werd Diesfeldt samen met de agent Marinus Verhage in de omgeving van Grave, boven Noord-Brabant, geparachuteerd. Zonder dat de agent Garrelt van Borssum Buisman, de organisator en de leider van de Zendgroep Barbara, door het BI van de datum van de parachutering van de twee agenten op de hoogte was gesteld werden zij boven Noord-Brabant afgeworpen. Hun  pinpoint lag in dezelfde buurt waar de agenten Pieter Hoekman en Reijer Abraham Grisnigt hulp hadden gekregen. Diesfeldt en Verhage rekenden erop dat ze door de veldwachter G.J.Beuvink in Escharen zouden worden opgevangen en dat de veldwachter medewerking zou verlenen bij de berging van hun materiaal. De beide agenten landden veilig maar niet ten zuiden of ten westen van Grave. Ze belandden naast de boerderij van landbouwer Zwartjes in Overasselt, in de gemeente Keent, aan de noordzijde van de Maas tegenover Grave. Bij hun landing boden de omwonende boeren hun welgemeende hulp aan om hun container met materiaal te bergen en aan de buitenwereld te onttrekken. Er werd met de boeren in de omgeving afgesproken dat de agenten eerst naar een andere plaats zouden vertrekken en het materiaal de volgende avond bij boer Zwartjes zouden komen ophalen.

## Het verraad

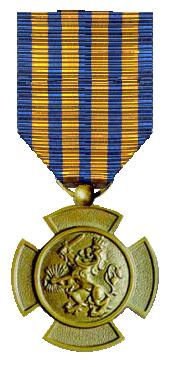
Bronzen Leeuw

Op hun opvangadres bij veldwachter Beuvink logeerden toevallig ook de agenten Hoekman en Grisnigt. Aangezien Verhage last van luchtziekte had en hij door zijn ziekte niet in staat was om het materiaal bij Zwartjes op te halen stelde Hoekman zich spontaan beschikbaar om in de plaats van de collega Verhage het materiaal te bergen. Maar toen Diesfeldt, Hoekman en Beuvink het materiaal gingen ophalen, bleek de zaak verraden. Er waren gewapende Duitse soldaten in de boerderij aanwezig. Bij een gevecht dat ontstond sneuvelde Hoekman. Diesveldt, Beuvink en de zieke Verhage sloegen op de vlucht en ze doken tijdelijk onder.

## Plaats van tewerkstelling
Grisnigt bracht Diesfeldt in Zeist naar een onderduikadres. Verhage reisde door naar Eindhoven. In Eindhoven ging hij onder de hoede van Theo Tromp en de agent Willem Jan Hubertus Schreinemachers aan het werk als microfilmfotograaf. Na verloop van tijd verlegde Diesfeldt zijn werkterrein naar Den Haag. Een koerierster van de Ordedienst (OD) bezorgde hem de radioset van Hoekman. Een tweede zender kreeg hij van Grisnigt. Diesfeldt ging als radiotelegrafist aan het werk. Hij verzorgde voor de Zendgroep Barbara het radiocontact tussen de OD en het BI in Londen. Tijdens de radiocontacten met het BI maakte hij gebruik van de codenamen; Jan, Harry, Jan van den Heuvel en Jan van den Akkeren. In “het veld” maakte hij gebruik van de schuilnaam; W.G. van den Heuvel.

## Een golf van arrestaties treft de Zendgroep Barbara
Vanaf begin februari 1944 werd de Zendgroep Barbara en de OD, in Den Haag, door een golf van arrestaties getroffen. Mede daarom verplaatste Diesfeldt, in april 1944, zijn werkterrein naar Amsterdam. Onder de protectie van de OD medewerker Gerben Sonderman was Diesfeldt in staat om het bericht van de arrestaties van zijn collega’s; Reijer Abraham Grisnigt en Johan Paul van der Stok (2-2-1944), Hendrik Letteboer (3-2-1944), Garrelt van Borssum Buisman (5-2-1944) en de contactpersoon van de OD, Tonnet (6-1-1944), aan het BI in Londen door te geven. 
In Londen had de codeofficier van het BI reeds opgemerkt dat er valse meldingen op de door de Duitsers in beslaggenomen zenders werden gedaan. Het contact met de agent Diesfeldt en met de lokale marconisten van de Zendgroep Barbara, Carabain en van Lokven, bleef doorgaan. Uiteindelijk sloeg ook in Amsterdam het noodlot voor de Zendgroep Barbara toe. Op 12 juli 1944 werd de zender van Diesfeldt uitgepeild. Hij werd door de Sicherheitsdienst (SD) gearresteerd. Twee maanden later op 8 september 1944 werd Diesfeldt op de Fusilladeplaats Vught in het Kamp Vught gefusilleerd. 
N.B. Over de overlijdensdatum is een verschil; het register van overlijden vermeldt vijf september negentienhonderd vier en veertig.

## Eerbetoon
Op het Monument op de Fusilladeplaats, in het Kamp Vught, is de naam van Diesfeldt aangebracht.

## Onderscheidingen
- Het Kruis van Verdienste KB nr.16 van 7 oktober 1943.
- De Bronzen Leeuw KB nr.16 van 31 augustus 1948 (postuum).